# Mino De Rossi
Pour les articles homonymes, voir Rossi.
Mino De Rossi (né le 21 mai 1931 à Arquata Scrivia et mort le 7 janvier 2022 à Quinto al mare), est un coureur cycliste italien. Il a été champion du monde de poursuite en 1951 et champion olympique de poursuite par équipes lors des Jeux de 1952 à Helsinki avec Marino Morettini, Guido Messina et Loris Campana. Il a ensuite été coureur professionnel d'octobre 1952 à 1967. Sur route, il s'est classé troisième du Tour de Lombardie en 1954.

## Palmarès sur piste

### Jeux olympiques
- Helsinki 1952
  -  Champion olympique de poursuite par équipes (avec Marino Morettini, Guido Messina et Loris Campana)

### Championnats du monde
- Milan 1951
  -  Champion du monde de poursuite individuelle amateurs
- Paris 1952
  -  Médaillé d'argent de la poursuite individuelle amateurs

### Six jours
- Six jours de Buenos Aires en 1959 avec Jorge Bátiz
- Six jours de Montréal en 1963 avec Ferdinando Terruzzi

### Championnats nationaux
- Champion d'Italie de poursuite amateurs en 1951 et 1952

## Palmarès sur route
- 1952
  - Coppa Caldirola
  - 2e du Tour de Lombardie amateurs
- 1953
  - 3e du Grand Prix l'Écho d'Oran
- 1954
  - 3e du Tour de Lombardie
- 1967
  - 3e du Tour des Apennins

## Résultats sur les grands tours

### Tour d'Italie
- 1956 : abandon